# FXCMジャパン証券
FXCMジャパン証券株式会社（エフエックスシーエムジャパンしょうけん、英文名：FXCM Japan Securities Co., Ltd.）は、かつて存在した外国為替証拠金取引業を営む株式会社。

## 概要
インターネットを介したオンライン外国為替証拠金取引を一般投資家および機関投資家向けに行っている外国為替証拠金取引業者。
外国為替証拠金取引業者である米国FXCM社（FXCM Holding,LLC）の子会社であったが、2015年（平成27年）4月に楽天証券の完全子会社となった。
為替取引には、顧客の注文ごとにすべてカバー取引すると謳うインターバンク直結型NDD(No Dealing Desk)方式なるものを採用している。注文時のスキャルピングや大口取引に対しての取引制限がなく、一般の相対モデルと異なり、顧客との利益相反が発生しないという。
2005年（平成17年）7月より、信託保全を導入し、顧客資産の保全体制を開始。顧客有効証拠金の100%以上を信託銀行へ区分管理しているという。2014年1月現在、三井住友銀行を信託保存先としていた。
取引ツールには、「Trading Station」、「MT4」、「Mirror Trader」を提供していた。
2012年（平成24年）7月、障害発生時における対応手順等がまったく定められていない点、FXシステムについての基本的知識さえ有していない点、ずさんな顧客対応、顧客に必要証拠金の不足額を預託させることなく取引を継続させていた、など諸々の重大な問題が金融庁によって指摘され、業務改善命令の行政処分を受けた。
2015年（平成27年）8月、楽天証券に吸収合併された。

## 沿革
- 2001年（平成13年）
  - 6月 - 株式会社フォレックス・キャピタル・マーケッツ・ジャパン（以下、FXCMジャパン）設立（本社:東京都新宿区、資本金10百万円）。米国Forex Capital Markets LLC（以下、FXCM）と提携、ウェブサイト上での紹介業務開始。
  - 11月 - 本社を東京都千代田区飯田橋に移転。
- 2002年（平成14年）
  - 4月 - JPYレギュラー（日本円建て、10万通貨単位）の取扱いを開始。
  - 5月 - FXCMを割当先とする第三者割当増資を実施。
- 2003年（平成15年）
  - 4月 - 顧客と直接取引を行う新商品、『トレーディングステーション』開始。上田ハーロー株式会社を割当先とする第三者割当増資を実施。
  - 8月 - 『トレーディングステーション』の口座数がサービス開始後4ヶ月間で1,000口座突破。
  - 10月 - 本社を東京都千代田区九段南に移転。
- 2004年（平成16年）
  - 5月 - 上田ハーロー株式会社を割当先とする第三者割当増資を実施。
  - 8月 - 顧客専用情報サイト「FX Trading Force」稼動。
  - 10月 - 開示情報公開。
- 2005年（平成17年）
  - 1月 - 取引手数料完全無料、最低取引単位が10万通貨単位の新商品 『トレーディングステーション・プレミアム』開始。
  - 4月 - ジャフコ、みずほ証券、役職員等を割当先とする第三者割当増資を実施。
  - 6月 - 持株会社設立による経営統合実施。株式会社GCIキャピタルの100%出資子会社化。
  - 8月 - 本社を東京都千代田区九段北に移転。『トレーディングステーション』取引手数料完全無料化。
  - 10月 - 株式会社FXCMジャパンに社名変更。
  - 11月 - 金融先物取引業の登録完了。社団法人金融先物取引業協会に加入。
- 2006年（平成18年）4月 - GCIキャピタルによる株主割当増資を実施。
- 2007年（平成19年）
  - 7月 - 本社を東京都千代田区西神田に移転。
  - 12月 - 第一種金融商品取引業の登録完了。
- 2008年（平成20年）
  - 6月 - 市場リスクを取らず、銀行間市場へ取り次ぐEE方式に、カバー取引形態を変更。GCIキャピタルによる株主割当増資を実施。
  - 9月 - トレーディングステーションとトレーディングステーション・プレミアムを統合、新サービスプランを開始。
  - 12月 - システム・トレード『FX system selector（らくちんFX ）』サービスを開始。
- 2009年（平成21年）9月 - 「TSタイト」サービス開始。
- 2010年（平成22年）
  - 4月 - コーポレートサイトを全面リニューアル。
  - 5月 - 『トレーディングステーション』の最低取引を1000通貨単位にリニューアル。
  - 6月 - トレーディングステーションの「法人コース」サービス開始。
  - 7月 - 「シストレステーション」サービス開始。
- 2011年（平成23年）
  - 2月 - 「法人コース」廃止。全法人口座に全通貨ペア一律の維持証拠金を適用。
  - 4月 - GCIキャピタルとODL Japanにおいて、当社株式100%譲渡を実施。
  - 7月 - ODL JAPANとFXCMジャパンの合併により、FXCMジャパン証券株式会社発足。
  - 12月 - フォーランドフォレックス株式会社と合併。
- 2012年（平成24年）10月 - ODLグループから米国FXCM Holding,LLCへの全株式譲渡が完了。
- 2014年（平成26年）5月 - 投資助言・代理業を開始。
- 2015年（平成27年）
  - 4月 - 楽天証券の完全子会社となる[2]。
  - 8月 - 楽天証券に吸収合併[3]。